# Ezio Roselli
Ezio Roselli (La Spezia, Italia, 8 de diciembre de 1896-Milán, Italia, 6 de enero de 1963) fue un gimnasta artístico italiano, campeón olímpico en Amberes 1920 en el concurso por equipos "sistema europeo".

## Carrera deportiva
En las Olimpiadas celebradas en Amberes (Bélgica) en 1920 consigue el oro en el concurso por equipos "sistema europeo", por delante de los belgas (plata) y franceses (bronce), y siendo sus compañeros de equipo los gimnastas: Arnaldo Andreoli, Ettore Bellotto, Pietro Bianchi, Fernando Bonatti, Luigi Contessi, Carlo Costigliolo, Luigi Costigliolo, Giuseppe Domenichelli, Roberto Ferrari, Carlo Fregosi, Romualdo Ghiglione, Ambrogio Levati, Francesco Loi, Vittorio Lucchetti, Luigi Maiocco, Ferdinando Mandrini, Lorenzo Mangiante, Antonio Marovelli, Michele Mastromarino, Giuseppe Paris, Manlio Pastorini, Luigi Cambiaso, Paolo Salvi, Giovanni Tubino, Giorgio Zampori y Angelo Zorzi.